# 沢井亮
 沢井 亮 （さわい りょう、1980年4月2日 - ）は、日本のAV男優、ホスト。

## 人物
- 滋賀県高島市出身、東京都新宿区在住。滋賀県立高島高等学校、ビジュアルアーツ専門学校卒業[1]。
- 精通は小学5年生のとき[2]。
- 初体験は専門学生のとき[出典無効]。
- テレビ制作会社を退職後、AVメーカー主催の「汁男優友の会」に参加したことからAV業界に入った[3]。
- 浜崎りおと同棲の末、結婚に至るも、1年で離婚した[出典無効]。
- アダルトビデオなどに数多く出演。業界一の巨根と言われている[4][5]。
- 無類の酒好きで知られるが撮影現場を当日無断欠勤するなどの数多くの酒の失敗を本人も認めており、撮影の現場入り時間はたいてい夕方以降からである。
- 2013年7月、BSスカパー!のアダルト番組「徳井義実のチャックおろさせて〜や」の人気企画「ぽこ×たて」に出演。“絶対にイカない男”として出演し、“絶対にイカせる男”を名乗るゲイ男性「コレステロールタクヤ」の口淫に耐える勝負が話題になった[4]。
- 後述の事件の保釈後、事件とは別の女性にすぐ連絡し、性交したとインタビューで回想している。
- 2015年、歌舞伎町のホストクラブ「E-SAINT(イーセイント)」に入店。入店する際、「電撃入店」ならぬ「電マ入店」を果たした[6]。
- 2018年8月、2019年8月のM-1で、ぷりん将軍と「賢者タイム。」というユニットでコンビを組んでいる。ともに、1回戦で敗退[7]。
- 2024年以降はAV男優として出演しておらず、AD等として働いている[8]。
- 2025年5月に娘が産まれる[9]。

## 不祥事
2014年4月7日、18歳未満と知りながら当時中学3年の女子生徒に淫らな行為をしたとして、埼玉県青少年健全育成条例違反（淫行）の疑いで栃木県警察宇都宮東警察署に逮捕される。4月17日、罰金30万円を科された。

## 出演作品

### アダルトビデオ（主な作品）
- 年下の男の子 義母のぬくもり　瀬名涼子（グラフィティジャパン、2005年7月16日）
- 僕の大切な人 義妹よ　宮澤ゆうな（グラフィティジャパン、2005年9月16日）
- 愛しき美男たちの絶頂 Face & Body Collection 1、2（グラフィティジャパン、2006年）
- 新任女教師 中出し20連発　西野翔・山形健・トニー大木（2006年3月4日）
- 現役TVレポーターの妄想FUCK　美波さら（MOODYZ、2006年4月13日）
- まさか叔母ちゃんに筆下ろしされるとは 6　友田真希（東京音光、2006年5月23日）
- おチンポ・クリニック 熟女病棟（ドグマ、2007年2月19日）
- 高岡紗英と南の島でデートしようよ（ケイ・エム・プロデュース、2007年3月16日）
- 萎え寸止め（アロマ企画、2007年4月25日）
- 七海ななが受験生をセックスで応援（アリスJAPAN、2007年12月14日）
- 如月カレン、初放尿！責めまくりオシッコ痴女（プレミアム、2008年1月7日）
- B.Bボーイズに目覚めちゃった僕。（アロマ企画、2008年1月13日）
- 今日から僕は女子高の教師になっちゃいました（アキノリ、2008年12月18日）
- 学校でしようよ〔シリーズ〕（アイデアポケット、2010～2014年）
- 筋肉バレリーナ　ユミ（アキノリ、2010年1月7日）
- メガネをとったら学園中がボッキした！地味だけど実はカワイイ卓球部のマネージャー（SODクリエイト、2010年4月6日）
- エロ小悪魔に騎乗られちゃった僕。II（アロマ企画、2010年7月25日）
- カワイイ契約社員と勤務中にこっそりやっちゃった俺（アキノリ、2011年4月21日）
- ロディオ・ギャルズ★ザーメン・パーティ〔シリーズ〕（ドリームチケット、2012～2013年）
- ワガママお嬢様はイケメン執事をエロいじめ　並木優（KUKI、2012年2月11日）
- 問答無用の逆レイプ！　由愛可奈（マキシング、2013年5月16日）
- 妻が家に連れてきた友人が爆乳すぎてそれを見ていたら俺はもう我慢できない...　さくら悠[2]（グローリークエスト、2013年6月6日）
- オナ×MEN feat.沢井亮（パラダイステレビ、2014年4月13日）※配信
- GET style II ～現役AV男優大集合 Version 4～（GET-film、2014年6月13日）
- 某CS番組で人気爆発の有名AV男優に憧れてツイッターでDM送信した大学生さやか（19歳）やり取りが始まり数ヶ月、遂にAV出演を決意！（ピーターズMAX、2014年8月15日）
- 日本一の無責任男 沢井亮 ～アノ事件で逮捕されるも懲りずにまた悪事！仕事もないので素人娘をナンパして自宅に連れ込みSEX!! そのまま動画を横流し。～（桃太郎映像出版、2014年6月7日）
- Teens ガチナンパ〔シリーズ〕（桃太郎映像出版、2015～2016年）
- 業界イチの暴れん坊 巨チン沢井亮の10代美少女喰い散らかしナンパ（桃太郎映像出版、2016年6月7日）
- スポコス汗だくSEX4本番 体育会系・熊倉しょうこ act07（6月16日、プレステージ ABP-606）
- アベちゃん＆沢井亮の素人金髪美少女ガチンコ生中出しナンパ in USA（スパルタン/妄想族、2016年8月7日）
- 沢井亮のハチャメチャ爆乳ナンパ もみもみ Get You! げっちゅ〜（桃太郎映像出版、2016年9月7日〜）
- タクシー運転手さんエロい女の所に連れてって！（素人CLOVER、2023年2月24日）

他多数

### 映画
- セックスの向こう側〜AV男優という生き方[11][12][13]（2013年2月23日公開、MAXAM）
- 劇場版 どついたるねんライブ[14][15][16]（2015年8月29日先行公開、HMJM）監督:梁井一

## 出演番組
テレビ
- 徳井義実のチャックおろさせて～や　第2回 夏の催し 「ぽこ×たて」絶対にイカない男VS絶対にイカせる男 （BSスカパー!、2013年7月21日放送）

## イベント
- AV男優吉村卓の男優さんいらっしゃい！[17][18]（2013年1月12日、LEFKADA）
- 新宿2丁目ゲイバー「コレステロール」タクヤのエロいい～話[19][20]（2014年3月29日、バナナの恩返し）
- 巨根好き人妻の乱交パーティー主催（関西にて定期的に開催）